# Serghei Covalciuc
Serghei Covalciuc (ucraineană Сергій Ковальчук, n. 20 ianuarie 1982 la Odesa), este un fotbalist moldovean de origine ucraineană, care în prezent evoluează pentru echipa kazahă FK Aktobe.

## Legături externe
- Serghei Covalciuk's profile Arhivat în 14 iunie 2007, la Archive.is on Spartak Moscow website
- Profile at FFU website Arhivat în 6 aprilie 2012, la Wayback Machine.